# U-880
| U-880                      | U-880                                                                      | U-880                                                                      |
| -------------------------- | -------------------------------------------------------------------------- | -------------------------------------------------------------------------- |
|                            |                                                                            |                                                                            |
|                            |                                                                            |                                                                            |
|                            |                                                                            |                                                                            |
| Під прапором               | Третій рейх                                                                | Третій рейх                                                                |
| Спуск на воду              | 10 лютого 1944 року                                                        | 10 лютого 1944 року                                                        |
| Виведений зі складу флоту  | 16 квітня 1945 року                                                        | 16 квітня 1945 року                                                        |
| Сучасний статус            | затоплений                                                                 | затоплений                                                                 |
| Проєкт                     |                                                                            |                                                                            |
| Тип ПЧ                     | Дизельний підводний човен                                                  | Дизельний підводний човен                                                  |
| Основні характеристики     |                                                                            |                                                                            |
| Швидкість (надводна)       | 19 вузлів                                                                  | 19 вузлів                                                                  |
| Швидкість (підводна)       | 7,3 вузла                                                                  | 7,3 вузла                                                                  |
| Гранична глибина занурення | 230 м                                                                      | 230 м                                                                      |
| Екіпаж                     | 48 осіб                                                                    | 48 осіб                                                                    |
| Розміри                    |                                                                            |                                                                            |
| Довжина найбільша (по КВЛ) | 76,8 м                                                                     | 76,8 м                                                                     |
| Ширина корпусу найб.       | 6,9 м                                                                      | 6,9 м                                                                      |
| Висота                     | 9,6 м                                                                      | 9,6 м                                                                      |
| Середня осадка (по КВЛ)    | 4,7 м                                                                      | 4,7 м                                                                      |
| Водотоннажність надводна   | 1144 т                                                                     | 1144 т                                                                     |
| Озброєння                  |                                                                            |                                                                            |
| Артилерія                  | 1 × 88-мм палубна гармата SK C/32                                          | 1 × 88-мм палубна гармата SK C/32                                          |
| Торпедно- мінне озброєння  | 4 носових і два кормових ТА. 22 торпеди або 44 міни TMA чи 66 TMB          | 4 носових і два кормових ТА. 22 торпеди або 44 міни TMA чи 66 TMB          |
| ППО                        | 1 × 37-мм зенітна гармата SKC/30 2 (1 × 2) × 20-мм зенітні гармати FlaK 30 | 1 × 37-мм зенітна гармата SKC/30 2 (1 × 2) × 20-мм зенітні гармати FlaK 30 |

U-880 — німецький підводний човен типу IXC/40 часів Другої світової війни.
Замовлення на будівництво човна віддане 2 квітня 1942 року. Човен заклали на верфі «AG Weser» у Бремені 17 липня 1943 року під заводським номером 1088, спущений на воду 10 лютого 1944 року, 11 травня 1944 року увійшов до складу 4-ї флотилії. За час служби також входив до складу 33-ї флотилії. Єдиним командиром човна був капітан-лейтенант Гергард Шецау.
За час служби човен зробив 1 бойовий похід, в якому не потопив і не пошкодив жодного судна чи корабля.
Потоплений 16 квітня 1945 року в Північній Атлантиці (47°18′ пн. ш. 30°26′ зх. д. / 47.300° пн. ш. 30.433° зх. д.) глибинними бомбами американських есмінців «Стентон» і «Фрост». Всі 49 членів екіпажу загинули.